# Sunderland (estação ferroviária)
Sunderland é uma estação ferroviária na Durham Coast Line, linha que vai de Newcastle Central a Middlesbrough via Hartlepool. A estação, situada a cerca de 12 milhas (19,6 km) a sudeste de Newcastle upon Tyne, serve a cidade portuária de Sunderland, condado metropolitano de Tyne and Wear, Inglaterra. É propriedade da Network Rail e gerida pela Northern Trains. Desde 31 de março de 2002, a estação é integrada ao serviço da Tyne and Wear Metro, o sistema de VLT que atende ao condado.

## História

### Estações Anteriores

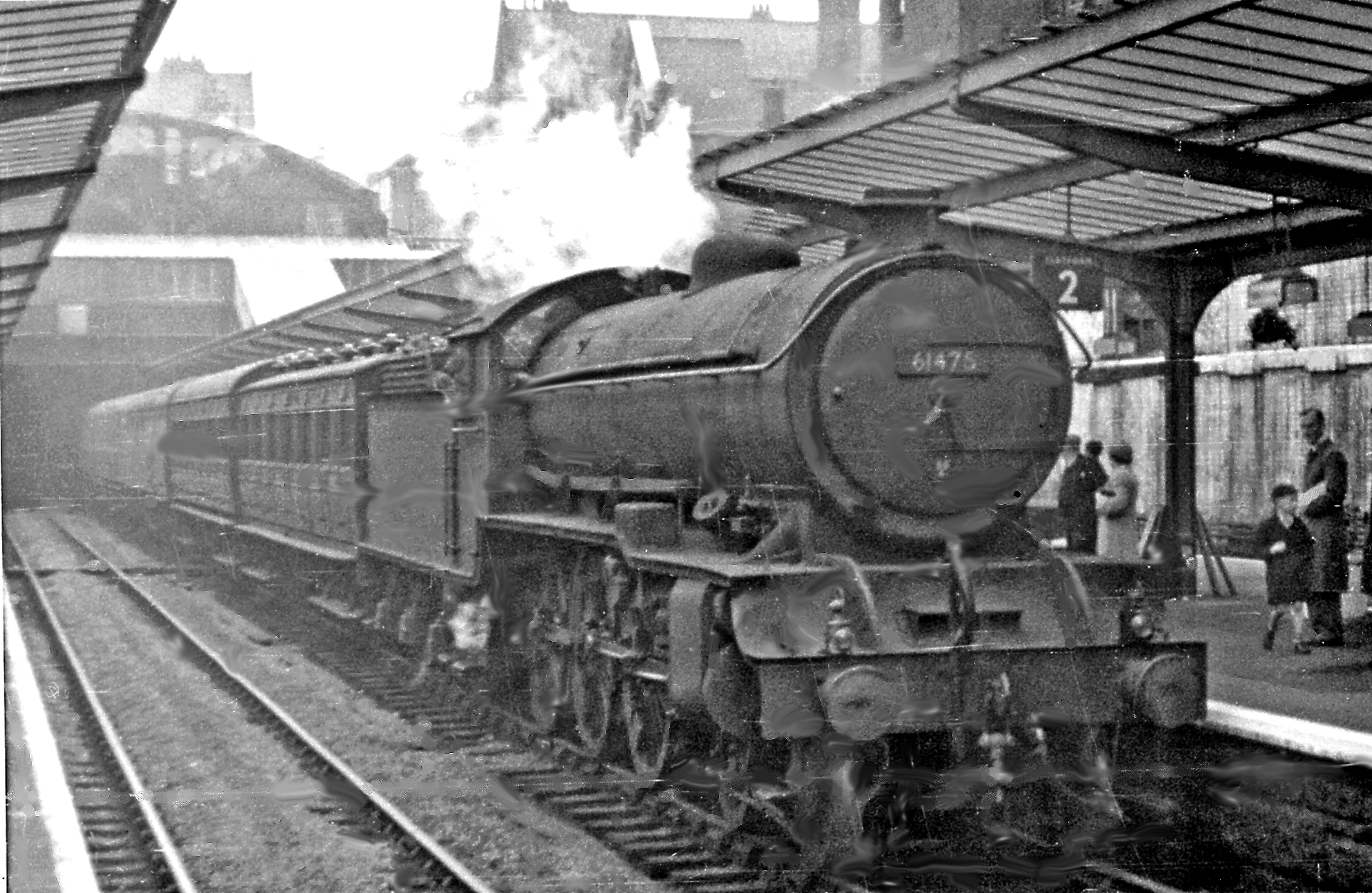
A estação de Sunderland em junho de 1953, antes da reconstrução.

Inaugurados em 1836, os primeiros serviços ferroviários de passageiros para Sunderland foram fornecidos pela Durham and Sunderland Railway Company, inicialmente ligando a então cidade portuária a Haswell e Hetton-le-Hole. Aproximando-se do sul ao longo da costa, o terminal, conhecido como Town Moor, estava localizado perto de South Dock, uma das docas do Porto de Sunderland. A Durham and Sunderland estendeu lentamente sua rota em direção ao terminal pretendido em Durham - embora o eventual terminal, inaugurado em 1839, estivesse localizado fora da cidade, na vila de Shincliffe. A linha chegou a Durham em julho de 1893, quando a North Eastern Railway inaugurou a extensão para Elvet.
Indistinguível em arquitetura, conveniência ou acomodação, Town Moor foi substituída 22 anos depois por outra estação localizada em Hendon, uma importante área industrial de Sunderland. A estação de Hendon situava-se meia milha ao sul, em um ponto onde a linha tinha que ser unida pela linha Durham via Penshaw, da Newcastle and Darlington Junction Railway Company, que foi inaugurada em 1853.
Em 1854, o Marquês de Londonderry abriu a Londonderry, Seaham and Sunderland Railway, que ligava as minas de carvão de Londonderry e South Hetton a South Dock. A partir de 1855, a linha transportou passageiros entre o porto de Seaham e um terminal em Hendon Burn. A empresa começou a usar o terminal da Durham and Sunderland Railway em 1868. Enquanto isso, a York, Newcastle and Berwick Railway construiu sua estação, a Fawcett Street, inaugurada em 1853,
Em 4 de agosto de 1879, a North Eastern Railway abriu uma linha da junção de Ryhope Grange até Monkwearmouth, com uma nova estação sendo construída no local atual, projetada pelo arquiteto William Peachey. Tanto Fawcett Street quanto a estação de Hendon foram fechadas na mesma data. A nova estação serviu passageiros da North Eastern Railway e da Londonderry, Seaham and Sunderland Railway, até que esta vendeu a rota Sunderland-Seaham para a primeira em 1900. Isso, por sua vez, permitiu que a North Eastern Railway estendesse a linha ao longo da costa, criando uma nova rota no sentido oeste, para Hartlepool, aberta em 1905.

### Estação atual

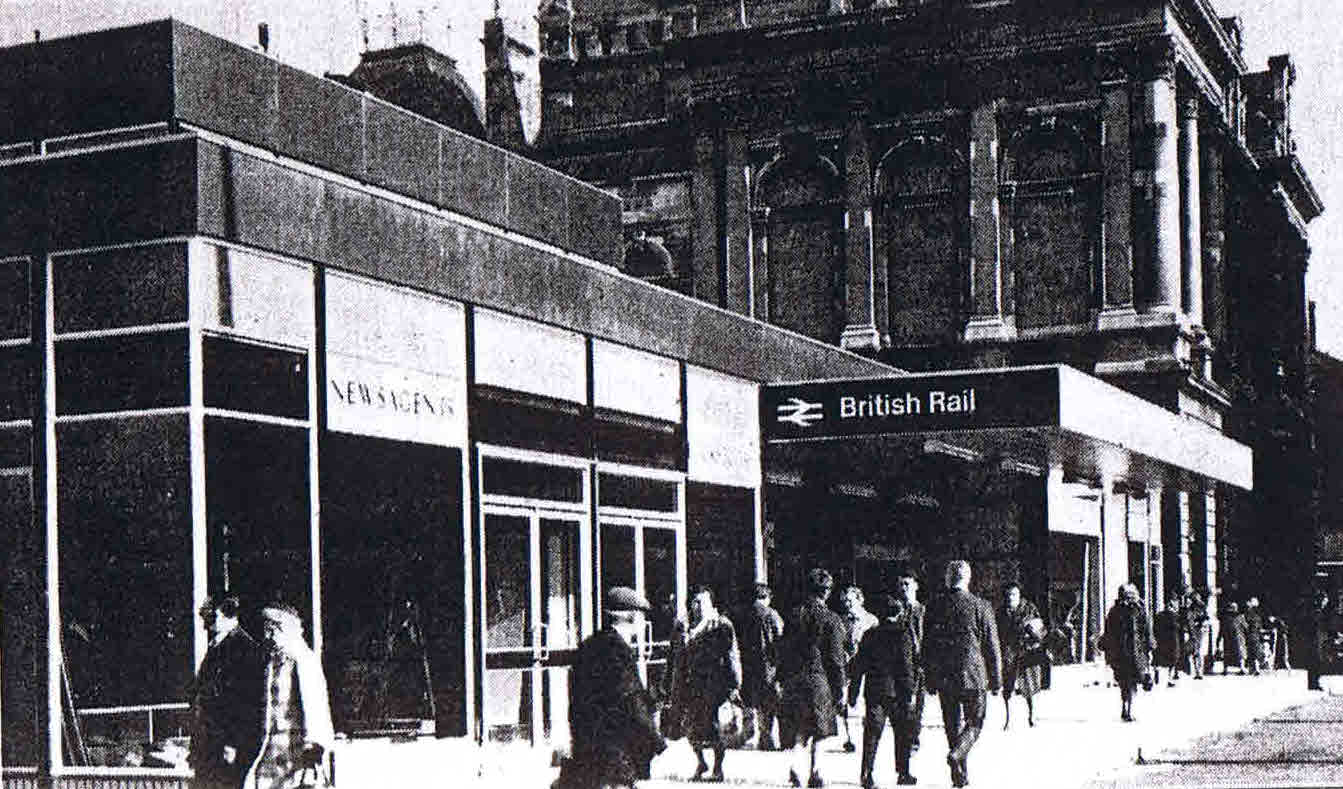
Entrada Sul da estação Sunderland, em outubro de 1965.

A atual estação, conhecida como Sunderland Central até 5 de maio de 1969, tem trilhos que se encontram em um corte de norte a sul, delimitadas por muros de contenção a leste e oeste. A área da plataforma foi anteriormente coberta por um telhado semi-elíptico de vigas arqueadas que, junto com os edifícios no extremo norte da estação, sofreram danos significativos após um ataque aéreo em março de 1943, durante a Segunda Guerra Mundial. Em 1953, o telhado foi substituído por coberturas tipo guarda-chuva, e os prédios no extremo sul da estação receberam uma reestilização provisória. A reconstrução total da estação foi adiada, de forma a permitir o aproveitamento do potencial de desenvolvimento imobiliário do local, bem como a compatibilidade com as propostas da cidade para a requalificação da área envolvente.
A estação reconstruída foi projetada por Frederick Curtis, arquiteto-chefe da British Rail, tendo suas obras concluídas em 4 de novembro de 1965. Na época, o desenvolvimento fazia parte de um esquema de reconstrução completo envolvendo quase toda a área do local. Uma única entrada e edifícios ao nível da rua foram localizados no extremo norte da estação, com uma segunda entrada e edifícios associados no sul sendo adicionados cinco anos depois.
Após o Beeching Axe (plano para aumentar a eficiência do sistema ferroviário nacionalizado na Grã-Bretanha), e a posterior retirada dos serviços de serviços ferroviários locais para Durham, (oeste) Hartlepool e South Shields, os trens de passageiros foram concentrados em uma única plataforma de ilha, com acesso à área de saguão por uma escada dupla de sentido único. No momento da reabertura, os serviços consistiam em um diário a cada meia hora para Newcastle e outro de hora em hora de e para Middlesbrough via (West) Hartlepool, com trens adicionais nos períodos de pico. Havia também trens matinais para Liverpool e Londres, bem como um serviço de vagão-leito para a capital inglesa todas as noites.
A segunda plataforma de ilha foi destinada ao funcionamento do tráfego de encomendas, uma vez que se iria construir um novo escritório de cargas no extremo norte da estação. Antes disso, este tipo de tráfego era tratado no extremo norte da estação, usando o antigo bloco de estábulos a oeste para entregas, com uma sala de tamanho semelhante no lado leste para recebimento de encomendas.
O trabalho revisto da estação permitiu que as linhas e desvios no extremo sul da estação fossem simplificados. A consequente redução da via permanente liberou áreas de terreno ao nível da via, que ficaram disponíveis para a construção de suporte para o desenvolvimento do nível da rua ao redor da Athenaeum Street e de Holmesside.
Outras remodelações ocorreram, antes da abertura da extensão Wearside, do Tyne and Wear Metro. Um fechamento de seis semanas da Durham Coast Line, entre Newcastle e Sunderland, ocorreu no início da primavera de 2001, durante o qual a pista existente através do Sunderland North Tunnel foi rebaixada e dois novos cruzamentos introduzidos. A única plataforma de ilha também foi alargada, com um novo entroncamento e arranjo de vias introduzido ao sul da estação.

## Remodelação
Em 2006, a Tyne and Wear Passenger Transport Executive anunciou planos para reformar as áreas da plataforma de 140 metros (460 pés). O projeto teve financiamento do Departamento de Transportes em um esquema inovador, onde o dinheiro "economizado" pela redução de um serviço ferroviário subsidiado em favor do metrô de Tyne and Wear foi convertido em um montante fixo para investimento de capital. Embora a Tyne and Wear Passenger Transport Executive não seja proprietária ou gerencie a estação (de propriedade da Network Rail e administrada pela Northern Trains), o investimento foi justificativo por ela ser a operadora majoritária da estação.
Os trabalhos foram iniciados em janeiro de 2008, com o segundo estágio de desenvolvimento começando em setembro de 2009. O projeto foi concluído em julho de 2010, a um custo de £7 milhões. Ele previa a construção de um piso, tetos e iluminação totalmente novos, além de melhorias substanciais nas paredes existentes e uma reorganização significativa dos edifícios e das áreas de espera nas plataformas.
The Tyne and Wear Passenger Transport Executive nomeou a empresa Sadler Brown Architecture para desenvolver o projeto, liderado pela multinacional de engenharia e design Arup. O trabalhos também contaram com  os artistas Julian Germain e Morag Morrison, além do Jason Bruges Studio, que criou uma parede de luz de 140 metros com unidades de LED individuais contendo uma tela animada. Germain forneceu uma sequência de 41 fotografias de itens cotidianos "perdidos" no metrô de Tyne and Wear, enquanto Morrison projetou painéis de vidro colorido ao longo da plataforma.
Em outubro de 2015, foi anunciado que estavam sendo formulados planos para a reforma do saguão superior e exterior para melhorar a imagem e a acessibilidade da estação. Quase seis anos depois, em julho de 2021, os planos revisados para a reforma foram revelados, com um custo estimado de £26 milhões. O projeto consistia na demolição e reconstrução da entrada sul, com o número de trilhos passando pela estação a ser aumentado para quatro. Os trabalhos preparatórios estavam previstos para começar no início de 2022, com a nova entrada sul programada para ser aberta ao público no início de 2023.

## Facilidades
A estação está em dois níveis. Uma bilheteria com funcionários localizada no nível da rua (superior), aberta das 6h15 às 18h de segunda à sábado, e das 8h às 17h aos domingos. Lojas de varejo e máquinas de autoatendimento também estão localizadas no nível da rua. Uma sala de espera e assentos são fornecidos no nível da plataforma (inferior), com os dois andares conectados por elevador e escada rolante. A plataforma de ilha é totalmente acessível para cadeirantes. As informações são fornecidas com exibições audiovisuais do próximo trem, bem como cartazes de horários em papel.

## Layout
A estação tem uma grande plataforma central com cada lado dividido em duas plataformas numeradas. Os serviços operados pela Northern Trains fazem escala nas plataformas 1 e 4, localizadas no extremo norte. As plataformas 2 e 3, no extremo sul, são servidas pelo Tyne and Wear Metro. Trens mais longos, como os utilizados pela Grand Central e pela London North Eastern Railway, operam a partir de duas plataformas adjacentes, devido ao seu comprimento.
Até 25 de outubro de 2018, o layout da estação era único na Grã-Bretanha, pois os serviços ferroviários pesados e leves usavam as mesmas plataformas. Um layout semelhante existe agora em Rotherham Central, onde os VLT's da Sheffield Supertram usam plataformas de baixa altura, situadas adjacentes às plataformas de altura total usadas pelos serviços da National Rail.

### Diagrama

O layout dos trilhos em Sunderland, em dezembro de 2021

- Linhas pretas : Via compartilhada pelos serviços Tyne and Wear Metro e National Rail, eletrificada a 1500V DC aéreo.
- Linhas verdes : Trilho usado apenas pelos serviços Tyne and Wear Metro, eletrificada a 1500V DC aéreo.
- Linhas azuis : Via não eletrificada usada apenas pelos serviços da National Rail.
- A: Em direção a Newcastle
- B: De Newcastle
- C: De South Hylton
- D: Para South Hylton
- E: Tapume eletrificado
- F: Tapume não-eletrificado
- G: De Middlesbrough
- H: Em direção a Middlesbrough
- Zona cinza : Área coberta da estação
- Zona Marrom : Plataformas
  - Plataforma 1: Serviços da Northern Trains no sentido para Middlesbrough ou Nunthorpe via Hartlepool.[a]
  - Platform 2: Serviços do Tyne and Wear Metro em direção a Estação South Hylton.
  - Platform 3: Serviços do Tyne and Wear Metro para Estação Newcastle Airport.
  - Platform 4: Serviços da Northern Trains no sentido para Hexham ou Carlisle via Newcastle.

## Serviços
Após mudanças de horário ocorridas em Dezembro de 2021, os serviços da Estação Sunderland funcionam da seguinte forma:

### Grand Central
A Grand Central opera cinco trens por dia (quatro aos domingos) entre Sunderland e London King's Cross via York.
Material rodante utilizado: Class 180 Adelante

### London North Eastern Railway
A London North Eastern Railway opera um serviço diário, durante os dias de semana, entre Sunderland e London King's Cross via York.
Material rodante utilizado: Class 800 Azuma

### Northern
a Northern Trains opera um serviço de hora em hora entre Newcastle e Middlesbrough via Hartlepool. A maioria dos trens se estende para Hexham (ou Carlisle, aos domingos) e Nunthorpe. Dois trens por dia (três aos domingos) continuam até Whitby.
Material rodante utilizado: Class 156 Super Sprinter e Class 158 Express Sprinter